# Pteris quinquefoliata
Pteris quinquefoliata är en kantbräkenväxtart som först beskrevs av Edwin Bingham Copeland, och fick sitt nu gällande namn av Ren-Chang Ching. Pteris quinquefoliata ingår i släktet Pteris och familjen Pteridaceae. Inga underarter finns listade.